# W. Oldemeyer Nachf.

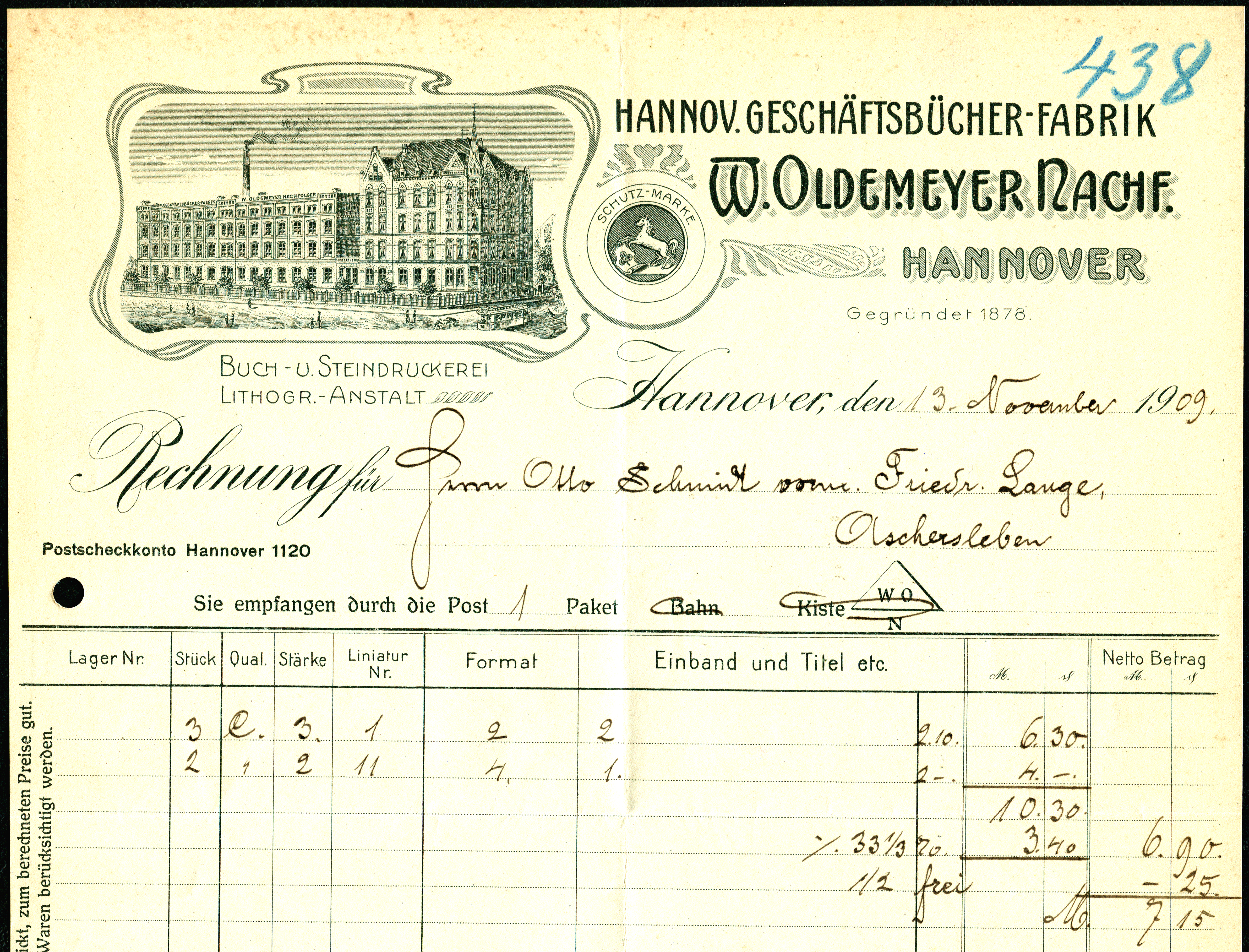
Briefkopf im Jugendstil mit einem Stich der Fabrikgebäude und Umgebung sowie der Schutzmarke mit Sachsenross und dem dreiblättrigen Kleeblatt für Hannover; um 1909 oder früher

W. Oldemeyer Nachf. steht für Wilhelm Oldemeyer Nachfolger, Geschäftsbücherfabrik, Buch- und Steindruckerei, Papierhandlung, ein Unternehmen in Hannover, das im 19. Jahrhundert aus mehreren Firmen hervorging.

## Geschichte

### Papiermühle Seedermünder
In der Frühzeit der Industrialisierung im Königreich Hannover und mindestens bis 1860 betrieb der Kaufmann und Papierfabrikant Hermann Herbst in Seedemünder am Deister eine Papiermühle, die mit einer Dampfmaschine des Herstellers Ferdinand Voigtländer angetrieben wurde. Diese „Papiermühle Seedermünder“ erwarb dann zunächst der ab 1861 als Papiergroßhändler auftretende Wilhelm Oldemeyer.

### Oldemeyer & Beneke
Unterdessen gründeten die Brüder und Papierwarenhändler Herbert und Albert Beneke in Hannover eine Fabrik zur Herstellung von Geschäftsbüchern, aus der wenige Jahre später, in der Gründerzeit des Deutschen Kaiserreichs, 1873 zwei Unternehmens-Neugründungen hervorgingen:
1. die Geschäftsbücher-Fabrik Beneke, Ehlers & Co.: Sie wurde nur wenig später in Ernst Ehlers & Co. umfirmiert und bereits 1879 aufgegeben;
2. die Hannoversche Geschäftsbücher- und Papierfabrik [Wilhelm] Oldemeyer & [Albert] Beneke. In das Unternehmen hatte Oldemeyer seine Seedemünder Papierfabrik als Kapital eingebracht, und unterdessen auch eine Tochter von Heinrich Ebhardt geheiratet.[1] Ebhardt wiederum war zuvor Alleininhaber der hannoverschen Geschäftsbücherfabrik J. C. König & Ebhardt geworden, bevor er diese 1867 seinem Sohn Hermann Ebhardt übergeben hatte.[3]

Noch im Gründungsjahr 1873 wurde „Beneke & Oldemeyer“ Kommittent der Buchhandlung Gustav Brauns in Leipzig. Nach dem Ausscheiden von Albert Beneke 1875 firmierte das Unternehmen zunächst als Wilhelm Oldemeyer Nachfolger, Geschäftsbücherfabrik, Buch- und Steindruckerei, Papierhandlung, bevor Oldemeyer seine Firma dann 1878 veräußerte.

### Hannoversche Geschäftsbücherfabrik W. Oldemeyer Nachf.
Für 1889 ist – unter leicht abgewandeltem Firmennamen – der Geschäftssitz in der (seinerzeitigen) Schillerstraße 8 und 9 belegt.
In der Zeit, als der (heutige) hannoversche Stadtteil Oststadt „hinter dem Hauptbahnhof“ noch nur langsam zusammenwuchs, verlegte dann auch die Hannoversche Geschäftsbücher-Fabrik W. Oldemeyer Nachf. ihren Firmen- und Produktionssitz von der Schillerstraße in der Innenstadt zunächst auf das Oststädter Grundstück Celler Straße 113 Ecke Drostestraße, später dann in die Grünstraße.
Die Geschäftsbücherfabrik, die 1909 neben dem Buch- und Steindruck auch mit dem Zusatz als Lithographische Anstalt im Briefkopf warb, die beispielsweise das aus losen Blättern und Büchern bestehende System „Hannovera“ entwickelt hatte, war mittlerweile zu den drei größten Unternehmen seiner Art in Hannover aufgestiegen.
Die um das Jahr 1930 eingegangene – mittlerweile aufgelöste – Firma mit Hauptsitz in Hannover war zuletzt beim Amtsgericht Hannover unter der Handelsregister-Nummer HRA 15051 registriert. Zudem gab es Ende 2015 eine mit Hauptsitz in Gehrden beim selben Amtsgericht eingetragene Firma W. Oldemeyer Nachfolger Wäsch KG mit der Handelsregister-Nummer HRA 101192. Im Juni 1996 wurde die Gehrdenerin Monika Fäcke Prokuristin des dortigen Unternehmens in der Ronnenberger Straße 11 und wurde dadurch ebenso zeichnungsberechtigt wie zuvor bereits Elora Knoop in Barsinghausen und später auch Manfred Höhn in Murnau.

## Druckschriften (Auswahl)
- Theodor Schulze: Neuester Plan von Hannover nebst Linden u. Eilenriede, Stadtplan von Hannover mit 4 Nebenkarten und Nebenstücken sowie einem Strassen-Verzeichnis, Lithographie und Druck von W. Oldemeyer Nachf., Hannover, 1924